# Kalanchoe laxiflora
Espèce
Classification phylogénétique
Synonymes
- Bryophyllum crenatum
- Bryophyllum laxiflorum L.

Kalanchoe laxiflora (syn. Bryophyllum crenatum) est une plante succulente du genre Kalanchoe, originaire de Madagascar. Elle se rapproche de K. fedtschenkoi.

## Galerie

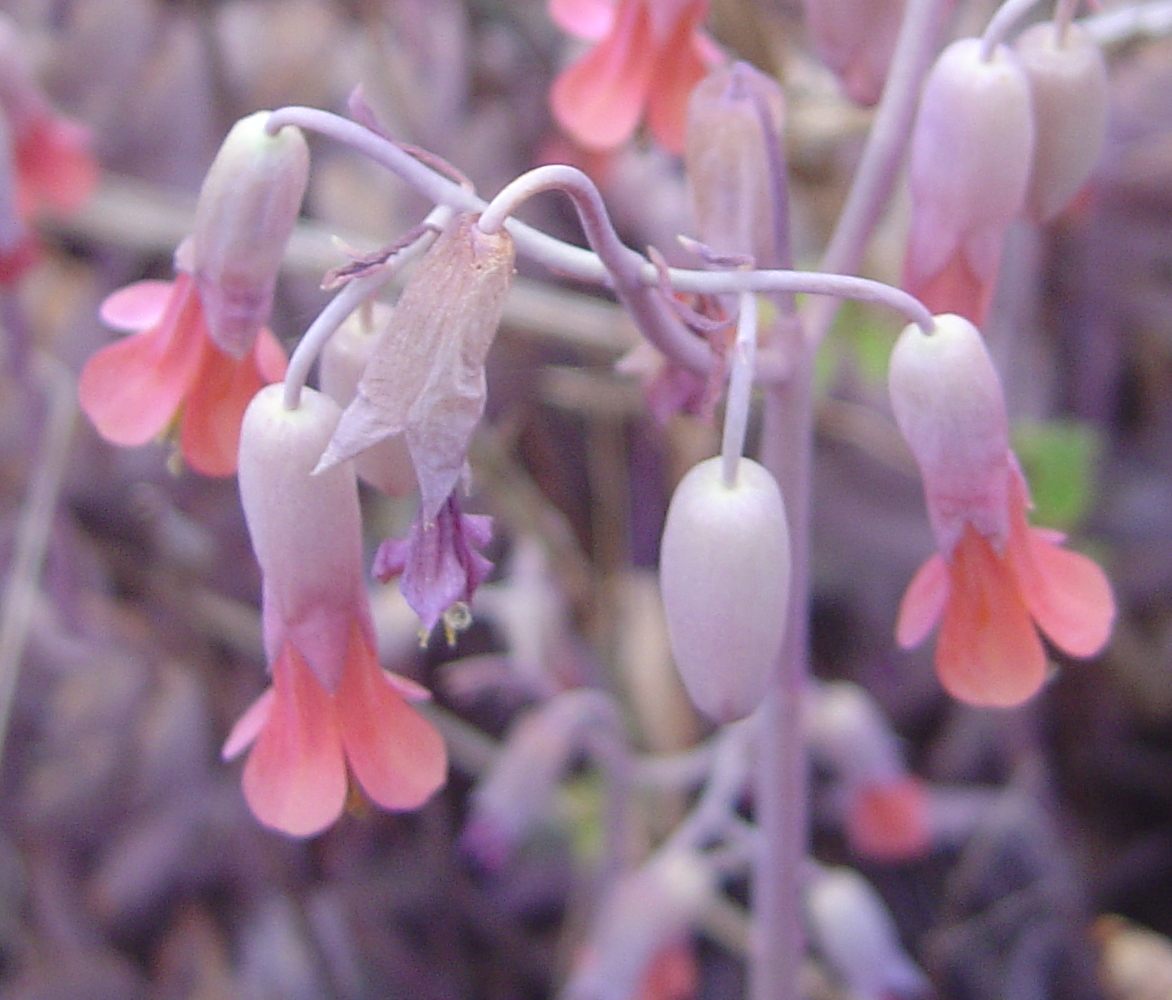
Fleurs.
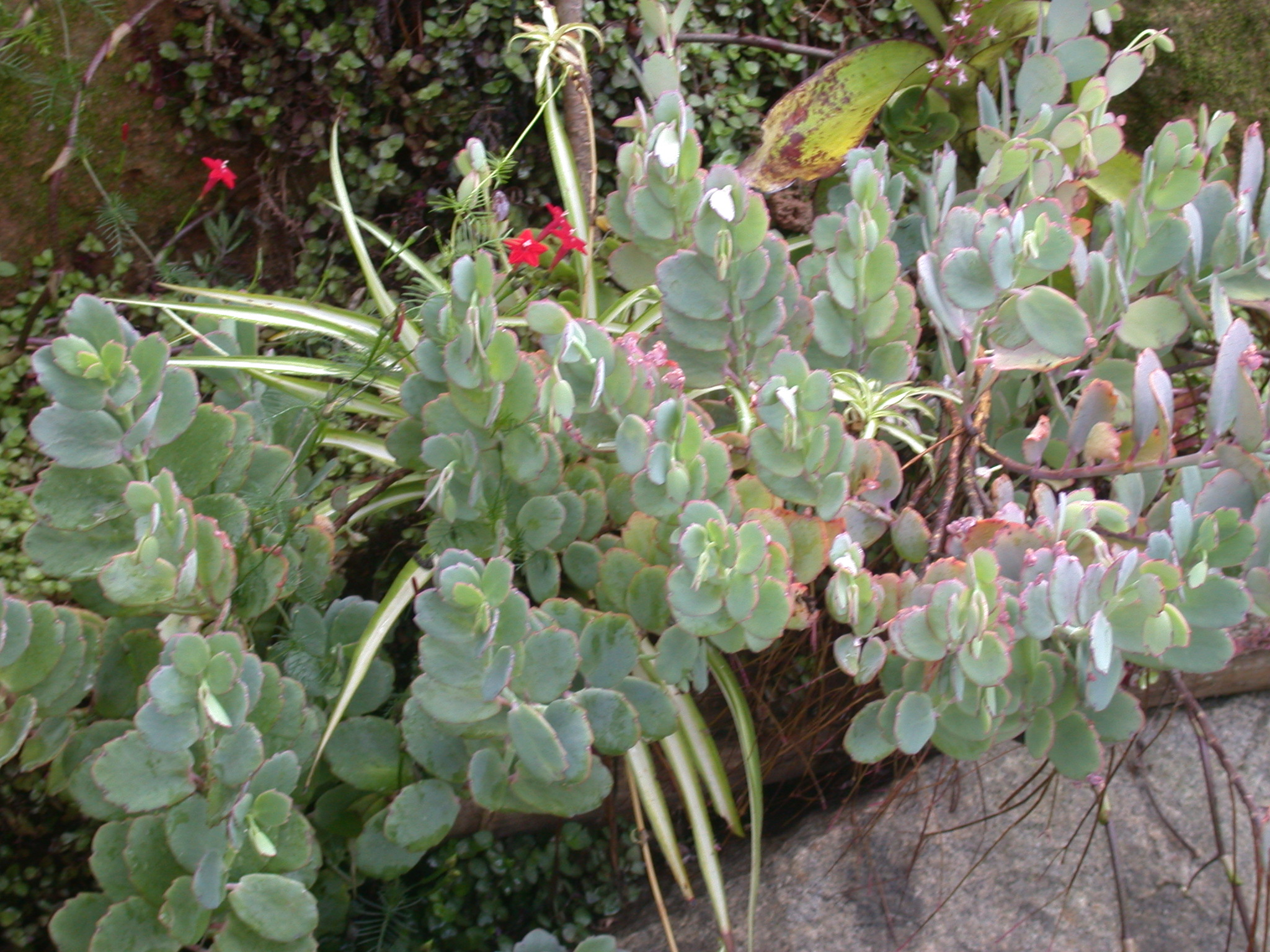
Avec quelques fleurs rouges d'Ipomoea quamoclit.
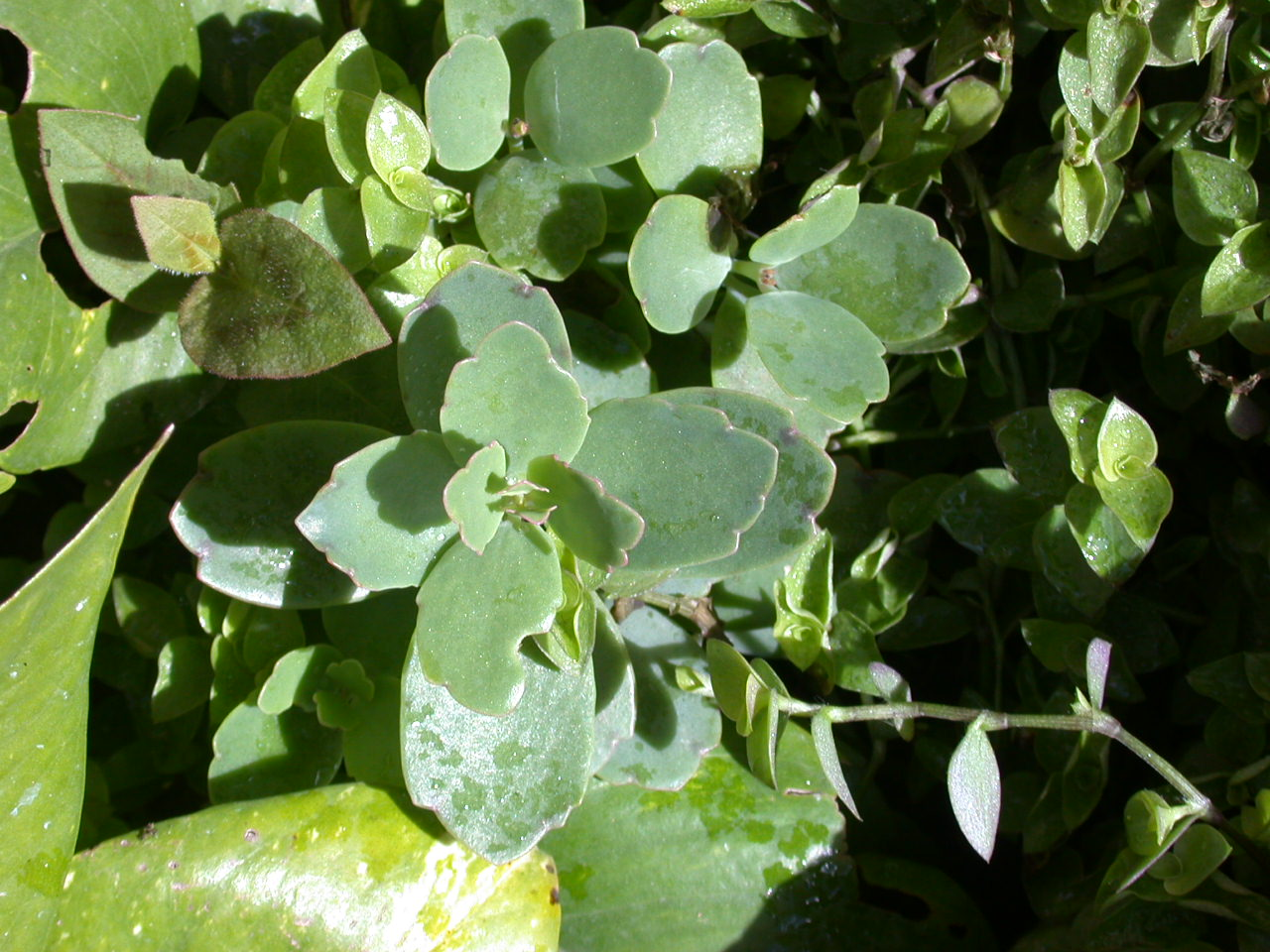
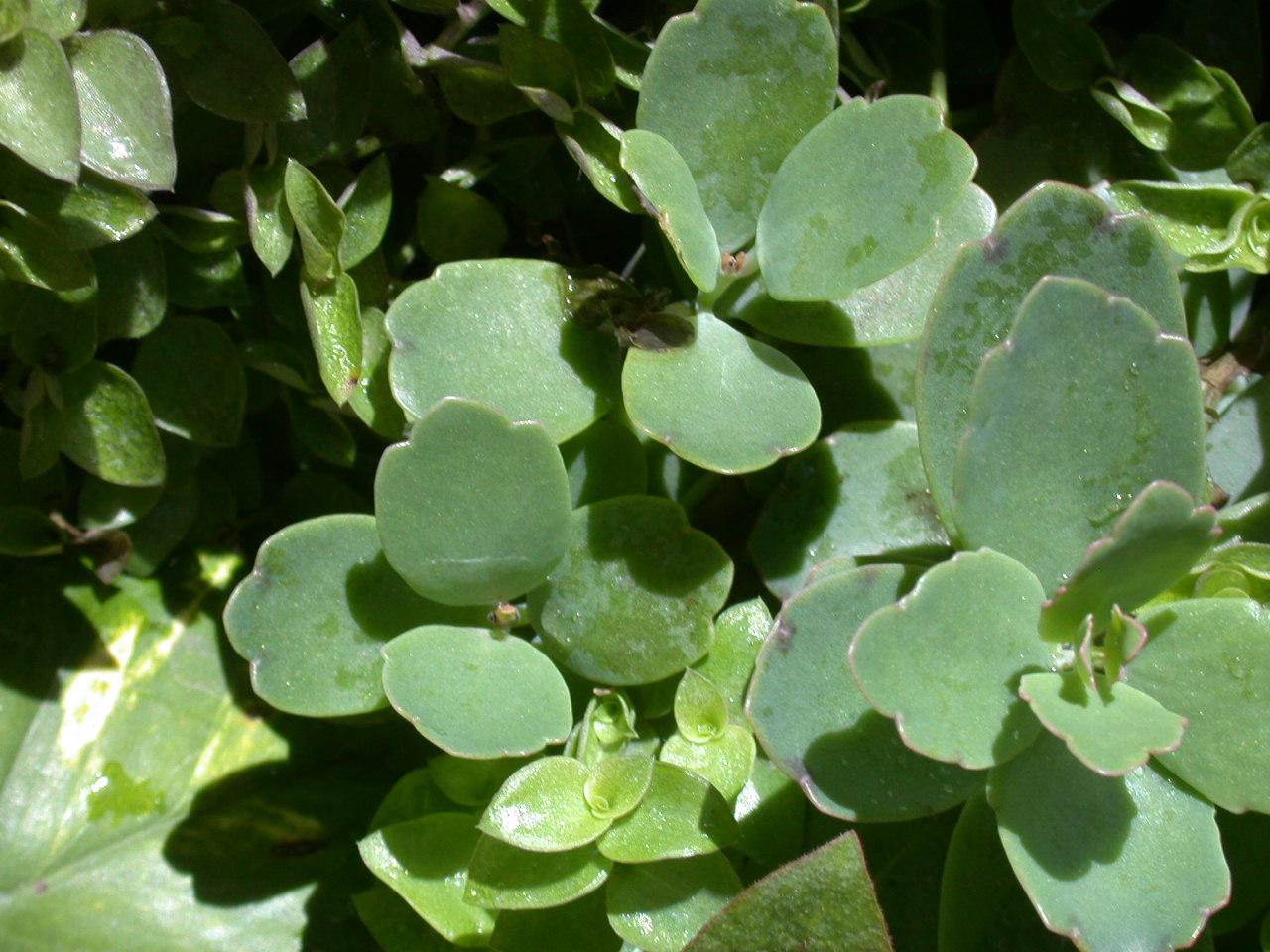
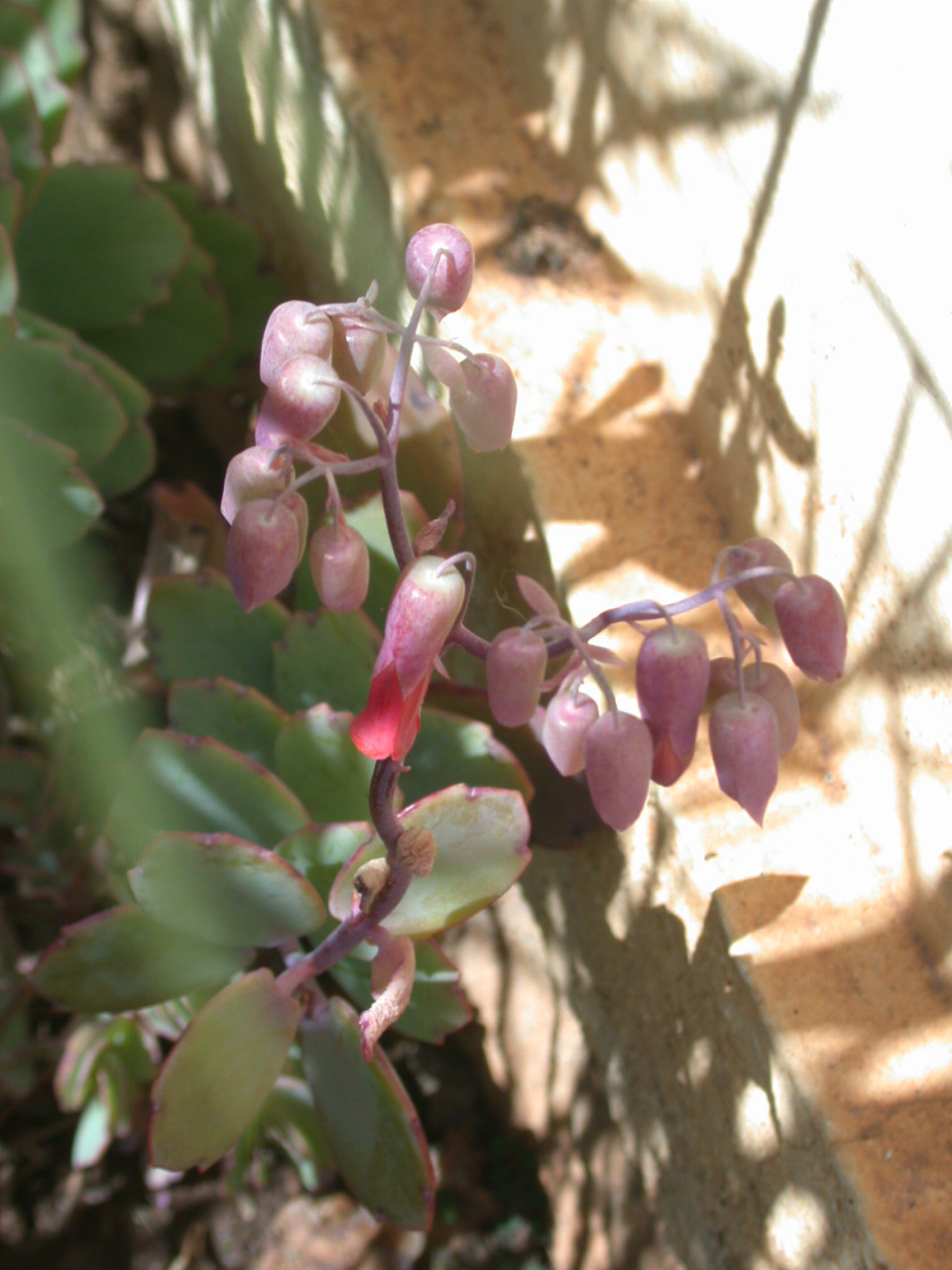
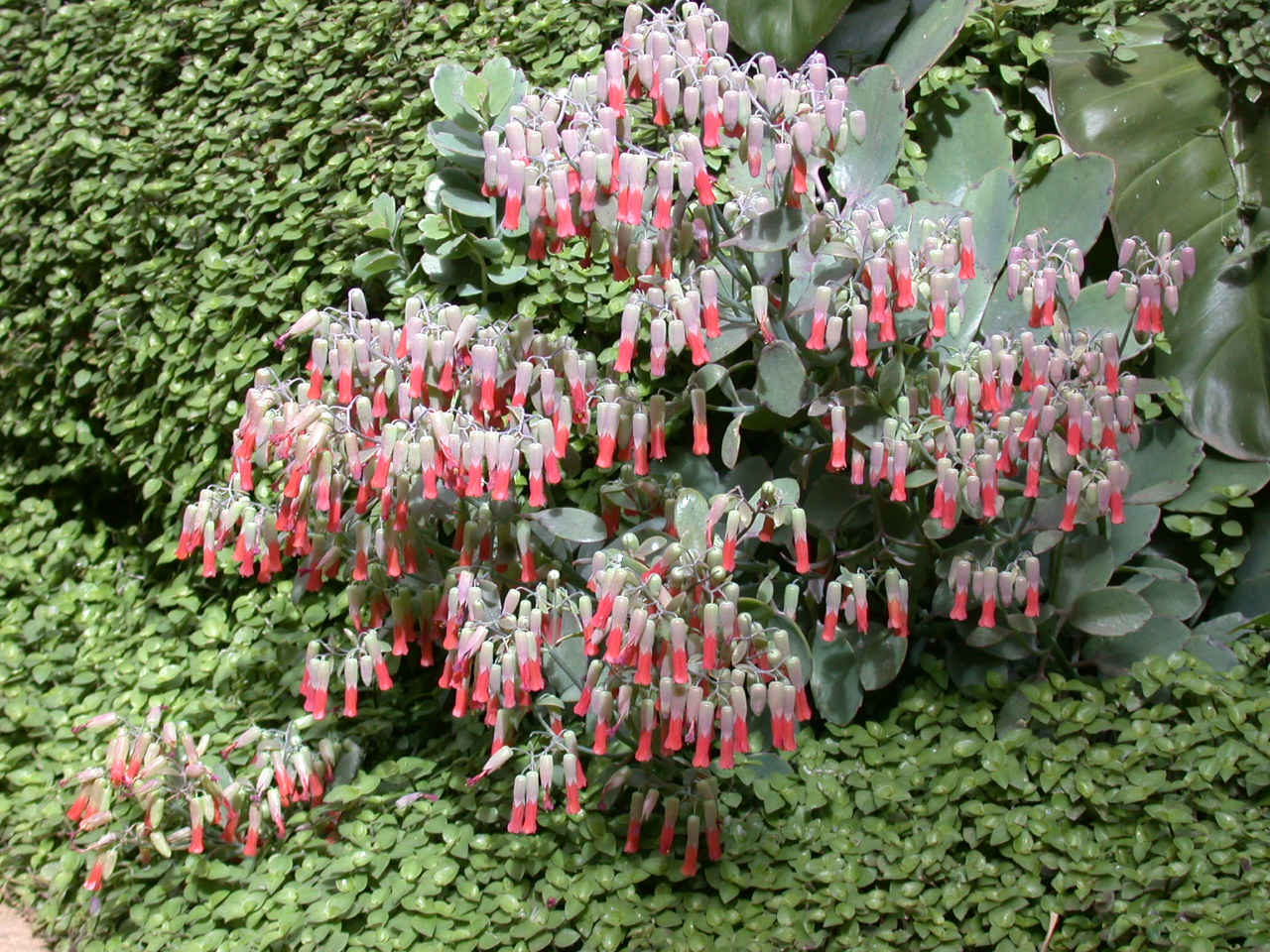
Floraison.
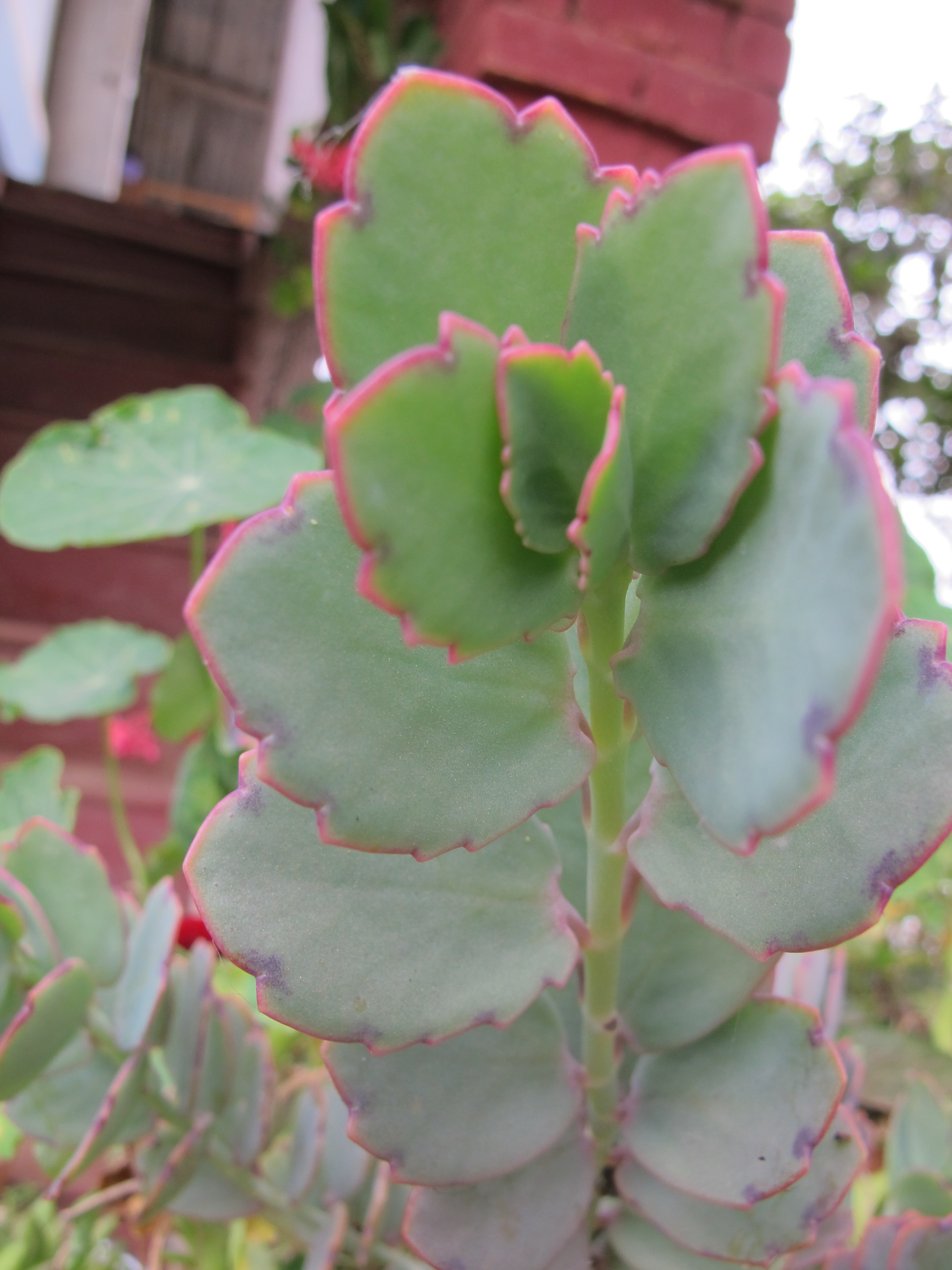
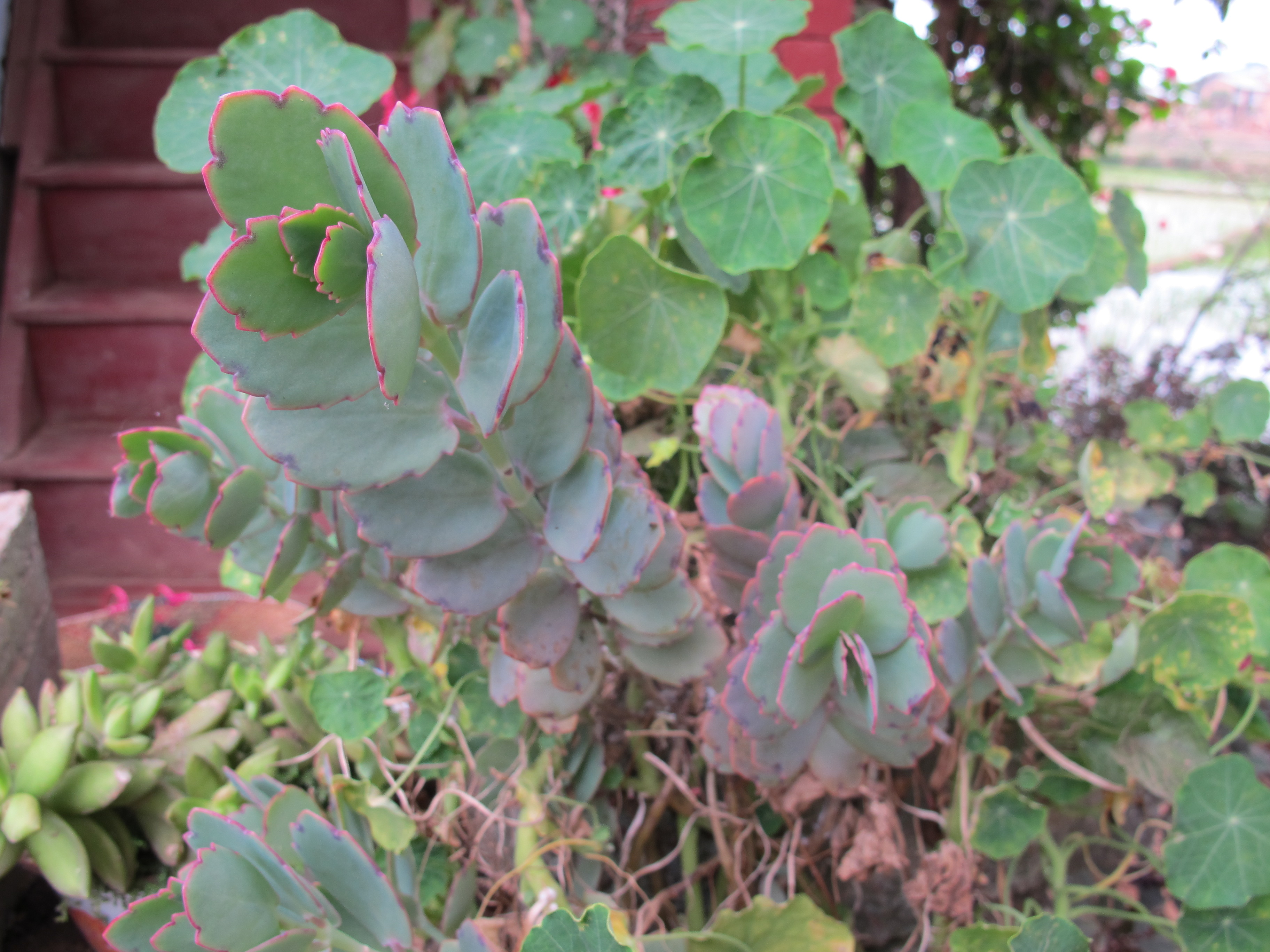
Avec des feuilles de Tropaeolum majus.
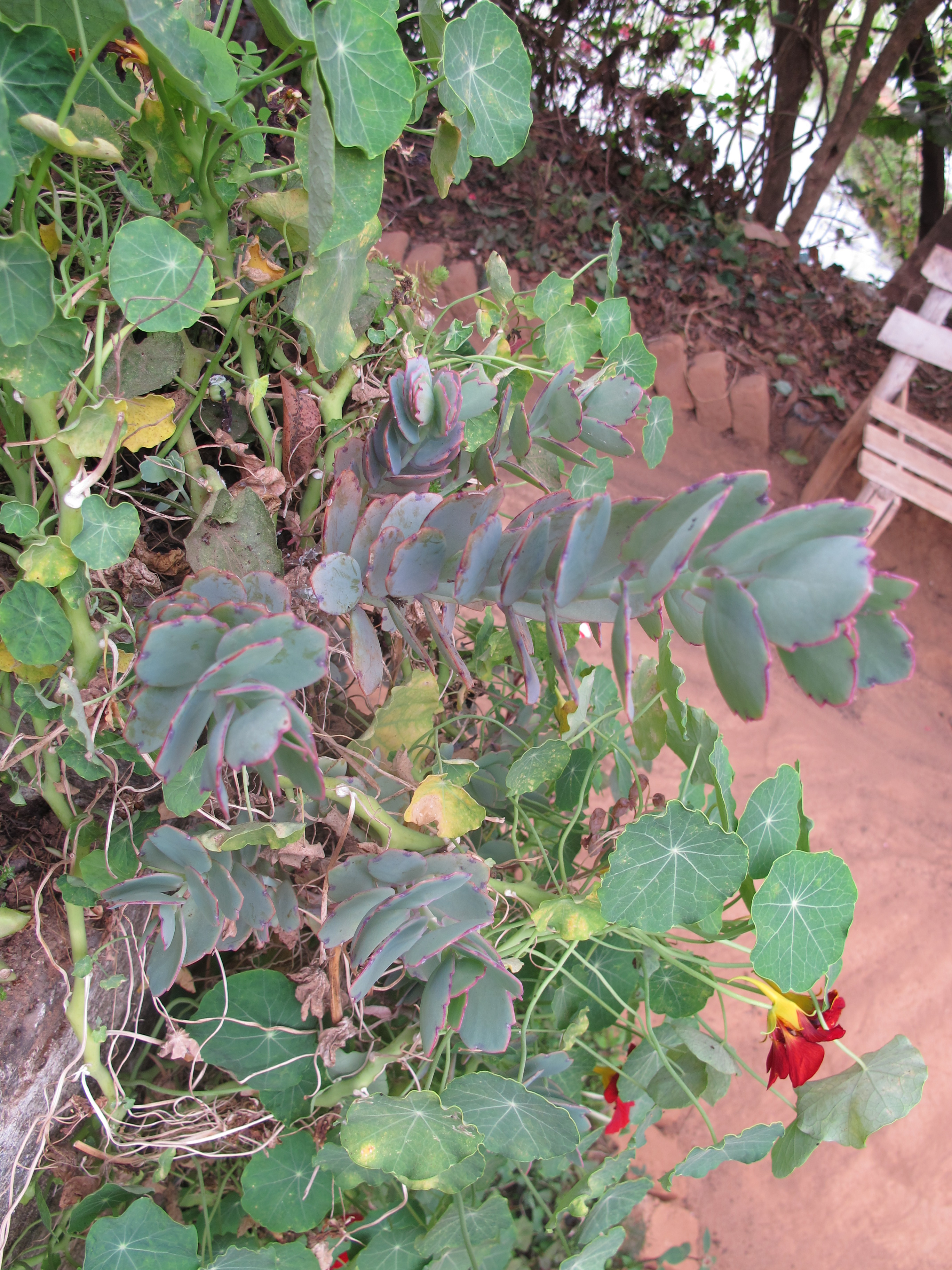
Avec une fleur de Tropaeolum majus de la variété grenat.
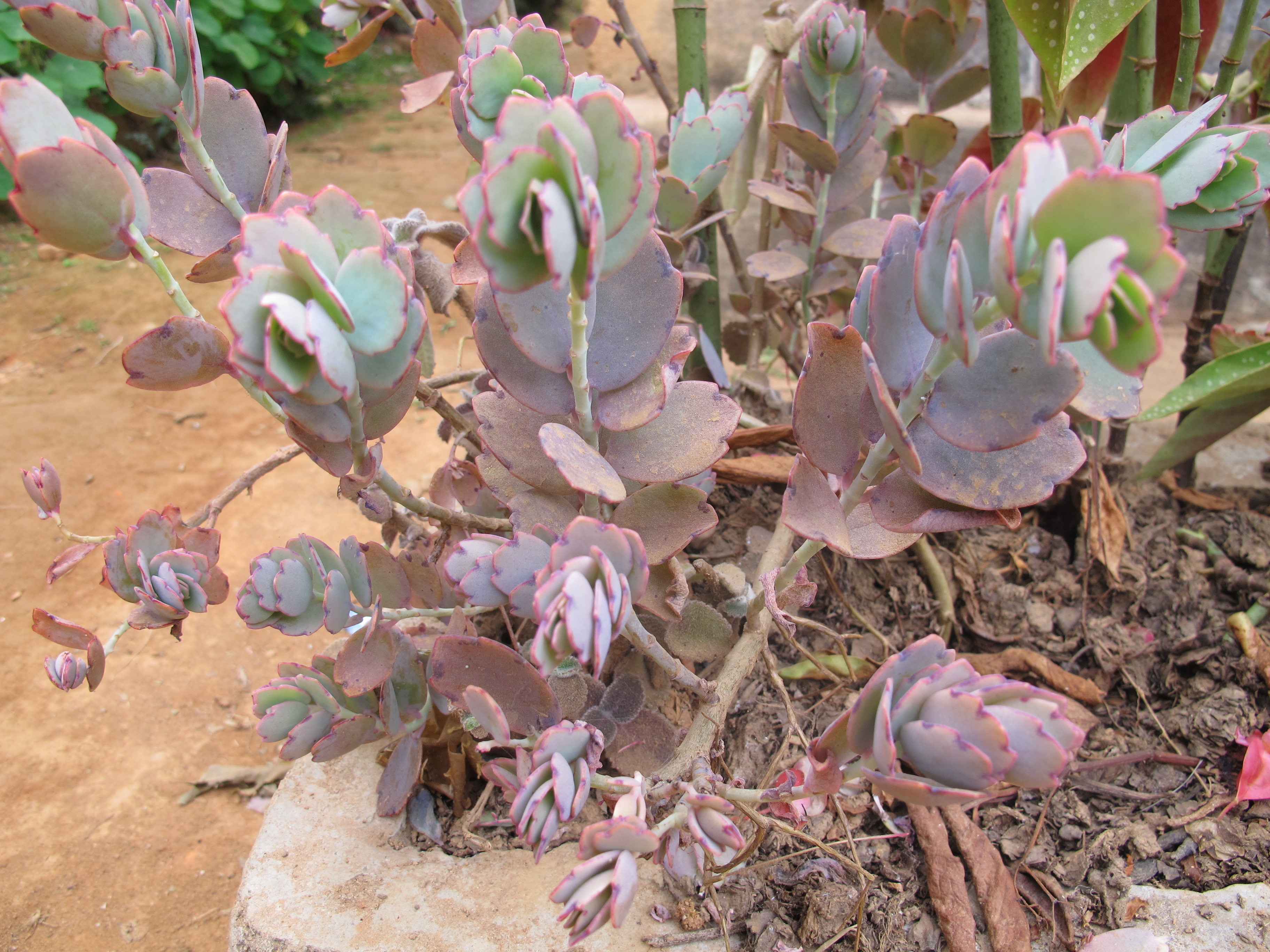